# Nachal Chana
Nachal Chana (hebrejsky: נחל חנה) je vádí v Dolní Galileji, v severním Izraeli.
Začíná jižně od města Dejr Chana, na severních svazích hory Har Netofa, která je součástí pohoří Harej Jatvat. Vádí vstupuje do rovinatého údolí Bik'at Sachnin a obchází město Dejr Chana z jihu a západu. Pak ústí nedaleko jižního úpatí hory Har Chilazon zleva do vádí Nachal Chilazon.